# Madonna e santi nel giardino del Paradiso
La Madonna e santi nel giardino del Paradiso (Paradiesgärtlein in tedesco) è un dipinto a tecnica mista su tavola (26,3×33,4 cm) di un ignoto "Maestro dell'alto Reno", databile al 1410 circa e conservato nello Städelsches Kunstinstitut di Francoforte.

## Descrizione e stile
In un giardino fiorito cinto da mura merlate (allusione all'hortus conclusus), la regina Vergine è seduta presso un tavolo esagonale con cibi e bevande, mentre sfoglia un libro d'ore; sulla sinistra una delle Pie Donne coglie frutti da un albero, in primo piano un'altra attinge acqua, con un mestolo d'oro, alla fontana di vita e la terza, forse santa Caterina d'Alessandria, regge un salterio dinanzi al Bambino, che lo suona. In primo piano sulla destra sorvegliano la scena amena tre cavalieri, che tengono una sorta di antesignana sacra conversazione: sono san Giorgio, identificabile dal drago morto riverso sotto di lui, san Michele arcangelo, con accanto una scimmia incatenata simbolo del demonio domato e san Sebastiano, quest'ultimo addossato a un albero.
L'opera è tra le realizzazioni più significative della pittura tardogotica europea, che unisce il cosiddetto "stile morbido" tedesco con un'attenta osservazione della natura: almeno ventiquattro specie di piante e sedici di uccelli sono chiaramente identificabili. L'attenzione verso i dettagli più minuti sacrifica magari la coerenza spaziale e la corretta disposizione compositiva delle figure.
La scena sacra qui è sepientemente combinata con temi secolari e cortesi, come i giardini di Amore, e sembra quasi un pretesto per mostrare un gruppo di giovani intenti alle più varie occupazioni: la lettura (Maria), la musica, la raccolta di frutti, la conversazione, il bere a una fresca fonte.